# N97 (Nederland)
De N97 was volgens de wegnummering 1957 de Nederlandse weg van Breda naar Vlissingen. De weg liep over de toenmalige Rijksweg 56 en de Rijksweg 58.
In 1957 werd het E-wegenstelsel ingevoerd in een aantal landen in West-Europa, waaronder Nederland. Niet alle belangrijke wegen kregen een Europees E-nummer. De belangrijke wegen zonder E-nummer kregen een nationaal N-nummer. Hiervoor werd de serie N89-N99 gebruikt om ervoor te zorgen dat de nummers niet overlapten met de (toen nog slechts administratieve) rijkswegnummers die van 1 tot en met 82 liepen.
Zo kreeg de weg van Breda via Roosendaal, Bergen op Zoom, Goes en Middelburg naar Vlissingen het nummer N97. In Breda sloot de N97 aan op de oude E10 tussen Rotterdam en Antwerpen en in Kruiningen op de N98 naar Hulst
De N-nummering was geen groot succes. In 1976 werd de A-nummering ingevoerd en in 1978 de nieuwe N-nummering. Daarbij kreeg de N97 het nummer A58/N58. Nadat de autoweg door Etten-Leur in 1999 was vervangen door een autosnelweg heet de voormalige N97 alleen nog maar A58.
 ·  ·  ·  ·  ·  ·  ·  ·  ·  · 